# Vasna Borsad INA
Vasna Borsad INA là một thị xã và là một khu vực công nghiệp quy hoạch (industrial notified area) của quận Anand thuộc bang Gujarat, Ấn Độ.

## Nhân khẩu
Theo điều tra dân số năm 2001 của Ấn Độ, Vasna Borsad INA có dân số 338 người. Phái nam chiếm 53% tổng số dân và phái nữ chiếm 47%. Vasna Borsad INA có tỷ lệ 57% biết đọc biết viết, thấp hơn tỷ lệ trung bình toàn quốc là 59,5%: tỷ lệ cho phái nam là 63%, và tỷ lệ cho phái nữ là 49%. Tại Vasna Borsad INA, 17% dân số nhỏ hơn 6 tuổi.